# Richtrudis
Richtrudis, auch Rictrudis, (* um 614; † 687, nach anderen Quellen am 12. Mai 688) war eine Heilige und Äbtissin des Klosters Marchiennes bei Lille.
Richtrudis war in der Gascogne als Tochter heidnischer Eltern geboren worden. Ihr Vater hieß Ernold, ihre Mutter Lichia. Richtrudis wurde von Bischof Amandus von Maastricht in der christlichen Lehre unterrichtet, der vom Hof des Merowingerkönigs Dagobert II. vertrieben worden war. Sie heiratete Adalbald, einen fränkischen Adeligen am Hof Dagobert II. und hatte mit ihrem Mann drei Töchter Adalsind, Chlotsind, Eusebia und einen Sohn, Maurontus. Ihre Kinder werden in Frankreich ebenso wie sie selbst und ihr Mann als Heilige verehrt. Nachdem ihr Mann der Legende nach von ihren eigenen Verwandten ermordet worden war, verweigerte Richtrudis eine neuerliche Eheschließung mit dem König oder nach anderen Überlieferungen eine Eheschließung auf dessen Vermittlung. Stattdessen ging Richtrudis mit ihren drei Töchtern ins Kloster von Marchiennes bei Lille, wo sie als Äbtissin die Leitung übernahm. In geistlichen Dingen wurde sie dabei weiterhin von Amandus von Maastricht unterstützt. Ihr Sohn trat ebenfalls ins Kloster ein und wurde Abt von Breuil-sur-Lys bei Douai. Richtrudis wurde nach ihrem Tod im Kloster begraben. Auf ihrem Grabstein war die Inschrift virtutis ager, pietatis imago (ein Ackerland der Tugend und ein Abbild der Frömmigkeit) angebracht. Nach ihrem Tode sollen sich an ihrer Grabstätte zahlreiche Wunder ereignet haben, die sich bei verschiedenen Translationen mit ihren Reliquien erneuerten.
Die Gebeine der heiligen Richtrudis wurden nach Paris gebracht, kamen jedoch im Zuge der Französischen Revolution 1793 abhanden. Anderen Quellen zufolge sollen Teile ihrer Reliquien in Douay aufbewahrt werden. Als Festtag der heiligen Richtrudis gilt der 12. Mai, alternativ auch der 7. Februar. In Orten, die die heilige Richtrudis als Patronin verehren, wurde ihr Fest auch am 2. August und 29. Oktober begangen.